# Hildegard lernt fliegen
Hildegard lernt fliegen ist eine Schweizer Formation des Avantgarde Jazz um den Sänger Andreas Schaerer.
Die Band wurde 2005 gegründet, um hauptsächlich Eigenkompositionen des Bandleaders Andreas Schaerer zu realisieren. In der Musik der Gruppe „bündeln sich Einflüsse aus Marsch, Jazz, Ska und Funk sowie Anklänge an Swing-Orchester oder Brassbands aus dem Balkan.“ 2007 erschien das Debütalbum beim Label Unit Records. 2008 wurde die Gruppe mit dem ZKB Jazzpreis ausgezeichnet. Ab 2011 wurde für drei Jahre eine Jazzförderung der Pro Helvetia ausgesprochen. 2014 erhielt die Band den BMW Welt Jazz Award. Die Band war in der Schweiz, Österreich, Deutschland, Tschechien, Slowenien, Estland, Litauen, Russland, Luxembourg, China, Italien, Finnland, Großbritannien und Frankreich auf Tourneen. 2015 erhielt sie den Kleinkunstpreis Ravensburger Kupferle.

## Diskografie
- 2007: Hildegard lernt fliegen (Unit Records)
- 2009: ...vom fernen Kern der Sache (Unit Records)
- 2012: Cinéma Hildegard (Unit Records)
- 2014: The Fundamental Rhythm of Unpolished Brains (Yellowbird/Enja)[2]
- 2017: Andreas Schaerer, Hildegard Lernt Fliegen Meets The Orchestra of the Lucerne Festival Academy: The Big Wig (ACT 2017)
- 2020: The Waves Are Rising, Dear! (ACT)